# NGC 3610
NGC 3610 (również PGC 34566 lub UGC 6319) – galaktyka eliptyczna (E5), znajdująca się w gwiazdozbiorze Wielkiej Niedźwiedzicy. Odkrył ją William Herschel 8 kwietnia 1793 roku. Z czasem dowiodła swojej wyjątkowości, gdy okazało się, że posiada dysk. 
Jest to młoda galaktyka eliptyczna, w której centralnej części widoczny jest jeszcze jasny dysk galaktyczny. Jako że duże galaktyki eliptyczne tworzą się wskutek kolizji galaktyk, w wyniku której pierwotna struktura ulega zniszczeniu, ocenia się, że NGC 3610 ma nie więcej niż 4 miliardy lat. Dzięki temu jest to jeden z najważniejszych obiektów badań dla naukowców zajmujących się badaniem wczesnych stadiów ewolucji galaktyk eliptycznych.